# Amalie Constance Marie van Nassau-Corroy
Amalie Constance Marie van Nassau-Corroy (Corroy-le-Château, 12 november 1785 - Corroy-le-Château, 6 december 1832) was de laatste afstammelinge in mannelijke lijn van Alexis van Nassau-Corroy, die een onwettige zoon was van Hendrik III van Nassau-Breda en Elisabeth Claire van Rosenbach. Amalie was enig kind van Charles Florent Marie van Nassau graaf van Corroy en Constance Marie de Lannoy. 
Zij trouwde te Brussel op 6 januari 1803 met markies Gillion de Trazegnies d'Ittre. Met haar overlijden stierf deze zijtak van het huis Nassau uit. Amalies voorouder Alexis kreeg van zijn halfbroer René van Chalon de heerlijkheid Corroy-le-Château. Het kasteel van Corroy-le-Château is nog altijd in bezit van de nazaten van Amalie, de markiezen Trazegnies d'Ittre.